# SOS Villages d'enfants (Tunisie)
SOS Villages d'enfants est une association tunisienne à caractère social et humanitaire qui prend en charge des enfants sans soutien familial et en danger. Elle est membre de SOS Villages d'enfants.
L'association compte quatre villages à Gammarth, Akouda, Mahrès et Siliana ; le premier d'entre eux, celui de Gammarth, a été inauguré officiellement le 22 mars 1984.
Ces villages assurent une prise en charge individuelle à long terme des enfants qui ont perdu ou ne peuvent plus vivre avec leurs parents selon un modèle d'accueil de type familial. Le modèle est basé sur un village de plusieurs maisons. Dans chacune d'elles, une famille est composée d'une mère SOS, qui partage sa vie au quotidien avec les enfants dont elle a la charge, une fratrie de huit enfants (filles et garçons) considérés comme frères et sœurs.